# Сулейман Тауфік ас-Сувейді
Сулейман Тауфік ас-Сувейді (араб. توفيق السويدي; 9 квітня 1892–1968) — іракський державний і політичний діяч, тричі обіймав посаду прем'єр-міністра країни.

## Життєпис
1909 року вступив до юридичного коледжу в Стамбулі. 1912 продовжив свою освіту в Сорбонні. За два роки повернувся на батьківщину, де отримав посаду секретаря комітету з перевидання відомого франко-турецького словника Шамсуддіна Самі, в міністерстві освіти. Під час Першої світової війни працював юристом і викладав римське та міжнародне право в юридичному коледжі Дамаска. Пізніше працював суддею.
28 квітня 1929 року став прем'єр-міністром Іраку (наймолодшим в історії). 1932 року став першим представником Іраку в Лізі Націй. Упродовж тривалого часу обіймав різні посади в іракському уряді, а також входив до складу регентської ради, що виконувала обов'язки короля чи регента під час їхньої відсутності в країні.
1958 року вдев'яте був призначений на пост міністра закордонних справ Іраку, однак невдовзі відбулась Революція 14 липня, був повалений король, а сам політик був заарештований заколотниками. Ас-Сувейді був засуджений до довічного ув'язнення й пробув у в'язниці три роки. 1961 року його помилували, після чого він емігрував до Лівану, де й помер 1968 року.